# Monnina lechleriana
Monnina lechleriana är en jungfrulinsväxtart som beskrevs av Chod.. Monnina lechleriana ingår i släktet Monnina och familjen jungfrulinsväxter. Inga underarter finns listade i Catalogue of Life.